# Corrales del Vino
|  | Per la localitat de l'Uruguai vegeu Corrales (Uruguai) |

Corrales del Vino és un municipi de la província de Zamora, a la comunitat autònoma de Castella i Lleó. Comprèn les pedanies de Peleas de Arriba, Fuentelcarnero.

## Demografia
| 1991 | 1996 | 2001 | 2004 |
| ---- | ---- | ---- | ---- |
| 1371 | 1218 | 1097 | 1055 |